# Radiocyatha
Radiocyatha là một đơn vị phân loại giống bọt biển đã tuyệt chủng, sinh sống từ sớm đến giữa kỷ Cambri (Tommotian đến Toyonian).

## Các phân nhóm
- Uranosphaera Bedford & Bedford, 1936 [Botomian 1 – 3]
- Bộ Hetairacyathida / Family Hetairacyathidae Bedford & Bedford, 1937
  - Blastasteria Debrenne et al., 1971 [Botomian 3]
  - Radiocyathus Okulitch, 1937 [Atdabanian 4 – Botomian 3]
  - Girphanovella Zhuravleva, 1967 [Atdabanian 1 – Toyonian 2]
  - Gonamispongia Korshunov, 1968 [Tommotian 3 – Atdabanian 1]